# فانتزی (عطر)
فانتزی (انگلیسی: Fantasy) یک عطر و ادکلن زنانه است که توسط بریتنی اسپیرز و شرکت الیزابت آردن، آی‌ان‌سی. تهیه شده‌است. فانتزی دومین عطری است که توسط بریتنی اسپیرز تأیید شده‌است. این عطر در در ۱۵ سپتامبر ۲۰۰۵ و پس از موفقیت موفق عطر قبلی «کنجکاو» از اسپیرز که در سه ماه اول عرضه بیش از ۳۰ میلیون دلار فروش داشت، در ایالات متحده آمریکا به بازار عرضه شد.